# La ribellione di Kitty Belle
La ribellione di Kitty Belle (The Rebellion of Kitty Belle) è un cortometraggio muto del 1914 diretto da Christy Cabanne.

## Produzione
Il film fu prodotto dalla Majestic Motion Picture Company

## Distribuzione
Distribuito dalla Mutual, il film - un cortometraggio in due bobine - uscì nelle sale statunitensi il 14 giugno 1914.

### Date di uscita
- USA	14 giugno 1914

Alias
- The Rebellion of Kitty Belle	USA (titolo originale)
- La ribellione di Kitty Belle	Italia